# Stávros Arachovítis
Stávros Arachovítis (grec moderne : Σταύρος Αραχωβίτης), né le 14 décembre 1972 à Sparte en Grèce, est un homme politique grec.

## Biographie
Aux élections législatives grecques de janvier 2015, il est élu député au Parlement grec sur la liste de la SYRIZA dans la circonscription de la Laconie.